# Larus
Larus er en slægt af fugle i familien mågefugle, der er udbredt med omkring 24 arter i alle verdensdele bortset fra Antarktis. Slægten var tidligere mere omfattende med cirka det dobbelte antal arter, men på grund af ny viden om fuglenes slægtskab placeres mange arter nu i nye slægter.
Fra Danmark kendes fx stormmåge, sildemåge, svartbag og sølvmåge.

## Arter
Nogle af arterne i slægten Larus: 
- Stormmåge, Larus canus
- Ringnæbbet måge, Larus delawarensis
- Sildemåge, Larus fuscus
- Amerikansk sølvmåge, Larus smithsonianus
- Sølvmåge, Larus argentatus
- Middelhavssølvmåge, Larus michahellis
- Kaspisk måge, Larus cachinnans
- Hvidvinget måge, Larus glaucoides
- Inuitmåge, Larus thayeri
- Gråmåge, Larus hyperboreus
- Svartbag, Larus marinus
- Amerikansk svartbag, Larus occidentalis
- Gråvinget måge, Larus glaucescens